# Robert Simpson
Robert Wilfred Levick Simpson (2 de març de 1921 - 21 de novembre de 1997) va ser un compositor anglès, així com un productor i locutor de la BBC durant molt de temps.
És conegut sobretot per la seva música orquestral i de cambra (especialment les seves 11 simfonies i 15 quartets de corda), i pels seus escrits sobre la música de Beethoven, Bruckner, Nielsen i Sibelius. Va estudiar composició amb Herbert Howells. Sorprenentment, el compositor encara era viu, l'any 1980 es va crear la Robert Simpson Society per persones preocupades perquè la música de Simpson havia estat descuidada injustament. La societat pretén apropar la música de Simpson a un públic més ampli patrocinant enregistraments i actuacions en directe de la seva obra, emetent una revista i altres publicacions, i mantenint un arxiu de material relacionat amb el compositor. El 2021, va ser presentat com a compositor de la setmana a la BBC Radio 3.

## Biografia
Simpson va néixer a Leamington, Warwickshire. El seu pare, Robert Warren Simpson, era descendent de Sir James Young Simpson, el pioner escocès de l'anestèsia; la seva mare, Helena Hendrika Govaars, era filla de Gerrit Govaars, fundador de la Leger des Heils, el braç holandès de l'Exèrcit de Salvació. Simpson va estudiar a l'escola de Westminster. Estava destinat a una carrera mèdica i va estudiar a Londres durant dos anys abans que la seva determinació de ser músic prengués avantatge. Objector de consciència a la Segona Guerra Mundial, va servir en una unitat quirúrgica mòbil d'ARP durant el Blitz de Londres, mentre prenia lliçons d'⁣Herbert Howells. Howells el va persuadir per cursar la llicenciatura en música de la Universitat de Durham, i el 1952 va obtenir el títol de Doctor en Música d'aquesta universitat, sent l'obra presentada la seva Primera Simfonia. Després de la guerra, Simpson va donar moltes conferències i va fundar l'Exploratory Concerts Society; el 1951 es va incorporar al personal de música de la BBC i es va convertir en un dels seus productors musicals més coneguts i respectats, romanent a la corporació durant gairebé tres dècades. Simpson va ser un gran admirador de la música de Havergal Brian, i sota els auspicis de la BBC va produir moltes emissions amb les obres de Brian.
En l'última part de la seva carrera com a productor de la BBC, Simpson es va enfrontar sovint amb la direcció de l'organització. A la dècada de 1970 va iniciar, juntament amb Hans Keller i Deryck Cooke, una revolta (infructuosa) contra el reportatge Broadcasting in the Seventies i el seu objectiu de fer una “difusió genèrica” (és a dir, sense xarxes separades per a pop, clàssic i parla). Una dècada més tard, Simpson es va mostrar enèrgic en la seva oposició a una reorganització per la reducció de costos que finalment va suposar el desmantellament de cinc de les onze orquestres de la BBC. Durant la vaga de músics següent (que va provocar la cancel·lació de les primeres setmanes dels Concerts de la BBC Promenade de 1980) Simpson va optar per ignorar els reglaments del personal de la BBC i discutir l'assumpte amb un diari nacional; després va dimitir de la corporació, al·legant públicament una "degeneració dels valors tradicionals de la BBC en la lluita pels rànquings d'audiència" (Hans Keller va descriure més tard aquestes crítiques com a "fet demostrable"). Si Simpson hagués callat durant uns mesos més, s'hauria pogut jubilar amb una pensió completa, però el seu sentiment era que aquest curs hauria compromès els seus principis. Abominant l'ethos de la Gran Bretanya thatcheriana, el 1986 es va traslladar a la República d'Irlanda, establint-se a la badia de Tralee a Kerry. El 1991, va patir un greu ictus durant una gira de conferències, que va causar danys al tàlem i el va deixar amb un dolor debilitant durant els sis anys restants de la seva vida. Va morir a Tralee el 1997, als 76 anys.
Simpson es va casar amb Bessie Fraser el 1946; ella va morir el 1981, i l'any següent es va casar amb Angela Musgrave, una col·lega de la BBC i familiar de la compositora Thea Musgrave. Les seves altres grans passions, fora de la música, van ser l'astronomia (va ser membre de l'Associació Astronòmica Britànica i –inusualment per a un aficionat– va ser nomenat membre de la Royal Astronomical Society) i el pacifisme, tractat específicament en el títol del seu desè quartet de corda, Per la Pau. Va ser guardonat amb molts honors, incloses la Medalla d'Or Carl Nielsen, 1956 (pel seu llibre Carl Nielsen, Symphonist, publicat el 1952) i la Medalla d'Honor de la Bruckner Society of America, 1962. Va rebutjar el nomenament com a comandant de l'Ordre de l'Imperi Britànic el 1980. A la seva carta de rebuig, va escriure: "Tot i que agraeixo molt l'honor previst, aquest no podria ser acceptat correctament per un republicà decidit a què el record de l'⁣Imperi Britànic no li desperti nostàlgia". Políticament, va ser un socialista tota la vida.

## Música
Dedicat com estava a renovar la tradició clàssica d'una arquitectura musical dinàmica construïda sobre el poder gravitatori de la tonalitat, Simpson va escriure molt poques obres petites o ocasionals i es va concentrar en gèneres a gran escala. Va escriure 11 simfonies i concerts per a violí, piano, flauta i violoncel. El Concert per a violí va ser retirat posteriorment. La seva àmplia producció de música de cambra comprenia 15 quartets de corda, dos quintets de corda, un quintet de clarinet, un trio per a piano, un trio per a clarinets, un trio per a trompes, una sonata per a violí i una sèrie d'obres de cambra no estàndard així com obres per a piano, una sonata per a dos pianos i una obra important per a orgue titulada Eppur si muove (basat en el famós comentari atribuït a Galileu). Tendia a evitar la música vocal, però la seva producció inclou dos motets. La forma de variació era important per a ell i, a més dels moviments de variació sobre els seus propis temes, va compondre variacions orquestrals sobre temes de Nielsen i Johann Sebastian Bach, així com un conjunt de variacions per a piano sobre un tema palindròmic de Haydn al qual va tornar en el seu Quartet de corda núm. 9 a gran escala, que és una sèrie de 32 variacions i una fuga sobre el mateix tema de Haydn. Els quartets de corda núms. 4–6 es poden considerar variacions dels processos compositius, més que dels temes, dels tres quartets Rasumovsky de Beethoven, op. 59.

### Simfonies
- Simfonia núm. 1 (1951), tesi doctoral per a la Universitat de Durham
- Simfonia núm. 2 (1955–1956), dedicada a Anthony Bernard
- Simfonia núm. 3 (1962), dedicada a Havergal Brian
- Simfonia núm. 4 (1970–1972), encarregada per l'Orquestra Hallé
- Simfonia núm. 5 (1972), dedicada a l'Orquestra Simfònica de Londres
- Simfonia núm. 6 (1977), dedicada al reconegut ginecòleg Ian Craft
- Simfonia núm. 7 (1977), dedicada a Hans Keller i la seva dona, l'artista Milein Cosman
- Simfonia núm. 8 (1981), dedicada al pintor Anthony Dorrell
- Simfonia núm. 9 (1985–1987), dedicada a la seva dona, Angela
- Simfonia núm. 10 (1988), dedicada a Vernon Handley
- Simfonia núm. 11 (1990), dedicada a Matthew Taylor

De 1987 a 1996 Vernon Handley va gravar totes les simfonies menys una per a Hyperion Records, amb la Royal Philharmonic Orchestra 1, 3, 5 i 8), la Bournemouth Symphony Orchestra (2, 4 i 9) i la Royal Liverpool Philharmonic Orchestra (6, 7 i 10). El cicle es va completar l'any 2003 quan la núm. 11 va ser enregistrada pel seu dedicat, Matthew Taylor, dirigint la City of London Sinfonia.

### Concerts
Concert per a violí (1959)
Una obra d'uns quaranta minuts, dedicada al violinista Ernest Element, retirat pel compositor al final de la seva vida. Simpson s'havia plantejat revisar l'obra, i Matthew Taylor ha reelaborat la composició per complir les intencions originals de Simpson.
Concert per a piano (1967)
Una obra d'un sol moviment de vint minuts, dividida en diverses seccions i escrita per al pianista John Ogdon. El concert és una de les seves partitures de més gran cor i d'accés instantani.
Concert per a flauta (1989)
Una obra d'un moviment de vint-i-cinc minuts de durada, encarregada i dedicada a la flautista Susan Milan. L'obra abraça una calma a la manera de la Simfonia núm. 11.
Concert per a violoncel (1991)
Una obra de forma variada d'un moviment de vint-i-tres minuts de durada, encarregada i dedicada al violoncel·lista Raphael Wallfisch. L'obra comença amb força i acaba en un ambient de misteri contemplatiu.

### Quartets
Simpson va compondre 15 quartets de corda numerats; un quartet que precedeix aquesta seqüència va ser escrit com a part del seu curs a la Universitat de Durham i encara existeix allà. Considerava que els quartets núms. 1-3 formaven una seqüència natural, i els núms. 4-6 són un grup clarament diferent relacionat amb tres quartets de Beethoven, encara que tots es poden interpretar com a composicions totalment independents. El segon moviment del número 8 té l'etiqueta Eretmapodites gilletti, i el quartet està dedicat a dues persones entre les quals el descobridor del mosquit amb aquest nom científic; el novè quartet, de 1982, és un moviment (però subdividit, amb seccions lentes i scherzando) palindròmic de 32 Variacions i fuga sobre un tema de Haydn; El número 10 es titula "Per la pau".

## Llibres i articles
Com a escriptor de música (hauria desmentit el títol de "musicòleg"), Simpson es va guiar per la seva profunda admiració per la capacitat de Tovey per discutir el tractament sofisticat de les formes i les tecles d'un compositor d'una manera precisa i incisiva sense alienar-se mai al lector no especialitzat. Els seus primers escrits publicats van ser com a crític; però en poc temps el seu enfocament s'havia desplaçat cap a ser un defensor de compositors molt poc apreciats o incompresos com Anton Bruckner, Carl Nielsen i Jean Sibelius, així com a l'anàlisi de figures més conegudes (com Beethoven) sempre que se sentia capaç d'il·luminar la seva obra des de la perspectiva d'un compositor.

### Escrits per Simpson
- Carl Nielsen: Symphonist (1952, rev. 1979).
- Bruckner and the Symphony (1963).
- Sibelius and Nielsen: a Centenary Essay (1965).
- The Essence of Bruckner: An Essay Towards the Understanding of his Music (1966; revised edition, 1992).
- Beethoven Symphonies (1970).
- The Proms and Natural Justice: A Plan for Renewal (with foreword by Sir Adrian Boult; 1980).
- Simpson on Beethoven: Essays, Lectures and Talks by R. Simpson, Selected and Edited by Lionel Pike (1996)

### Editat per Simpson
- The Symphony (2 vols; Ed. R. Simpson; 1966). A més d'escriure la "Introducció" al primer volum i l'assaig preludial "Stravinsky, Hindemith and Others" del segon, Simpson va afegir diverses notes editorials concises als capítols dels seus col·laboradors. A més, va escriure l'assaig sobre Rakhmàninov que es troba al volum 2. Els capítols sobre Mendelssohn, Schumann, Brahms i Dvořák van ser escrits pel compositor i director d'orquestra Julius Harrison, i l'obra en dos volums està dedicada al nom de Harrison.[8]